# Березнева вулиця (Київ, Дніпровський район)
Березне́ва ву́лиця — вулиця у Дніпровському районі міста Києва, місцевість Соцмісто. Пролягає від Харківського шосе до Вифлеємської вулиці.
Прилучаються Каунаська вулиця і Фанерний провулок.

## Історія
Вулиця виникла у 50-ті роки XX століття під назвою 611-а Нова́. З 1953 року — частина вулиці Лобачевського. Сучасну назву вулиця отримала у 1977 році (відокремлена через наявність перерви у проляганні вулиці Лобачевського).

## Установи та заклади
- Загальноосвітня спеціалізована школа № 31 з поглибленим вивченням предметів природничо-математичного циклу (буд. № 5)
- Домашня книгарня Readeat (буд. № 12)